# Muhammad Abd al-Fattah
Muhammad Abd al-Fattah, Mohamed Abd El-Fatah (ar. محمد عبد الفاتح; ur. 4 lutego 1978) – egipski, od 2015 roku bahrajński zapaśnik walczący w stylu klasycznym. Trzykrotny olimpijczyk. Ósmy w Sydney 2000 i trzynasty w Londynie 2012 (kategoria 96 kg). W Atenach 2004 został zdyskwalifikowany. Walczył w kategoriach 85–96 kg.
Sześciokrotny uczestnik mistrzostw świata. Mistrz świata w 2006 i brązowy medalista w 2002 a piąty w 2011. Zwycięzca igrzysk śródziemnomorskich w 2001 i 2005 a trzeci w 2013. Złoty medalista igrzysk afrykańskich w 1999 w obu stylach wagowych. Zdobył cztery złote medale na mistrzostwach Afryki, kolejno w 1998, 2000, 2002 i 2010. Zdobył brązowy medal w mistrzostwach Azji w 2016. Mistrz igrzysk panarabskich w 1999 i 2004. Triumfator mistrzostw Arabskich w 2001 i mistrzostw śródziemnomorskich w 2010 roku. Pierwszy w Pucharze Świata w 2001 i 2002 roku.
- Turniej w Sydney 2000

Pokonał Amerykanina Quinceya Clarka i przegrał z Kubańczykiem Luisem Enrique Méndezem
- Turniej w Atenach 2004

Pokonał Gruzina Muchrana Wachtangadze i Amerykanina Brada Veringa i przegrał z Białorusinem Wiaczasłauem Makaranką. Po tej walce został zdyskwalifikowany za kwestionowanie decyzji sędziów.
- Turniej w Londynie 2012

Przegrał pierwszą walkę z Białorusinem Cimafiejem Dziejniczenką i odpadł z turnieju.